# Fucellia costalis
Fucellia costalis är en tvåvingeart som beskrevs av Stein 1910. Fucellia costalis ingår i släktet Fucellia och familjen blomsterflugor. Inga underarter finns listade i Catalogue of Life.